# Vlado Goreski
Vlado Goreski , makedonska: (Владо Ѓорески), född 1958 i Bitola i Jugoslavien, är en nordmakedonisk grafiker och målare.
Han tog examen från konstakademin i Ljubljana, Slovenien och konsthistoria i Skopje, Nordmakedonien.

## Konstutställningar
Vlado Goreski har haft cirka 20 soloutställningar och deltagit på cirka 150 kollektiva konstutställningar bland annat i Slovenien,, Kroatien, Frankrike, England, Italien, Mexiko och Polen.
Han är sedan 1994 direktör för International Graphic Triennial Bitola.

## Verk (urval)

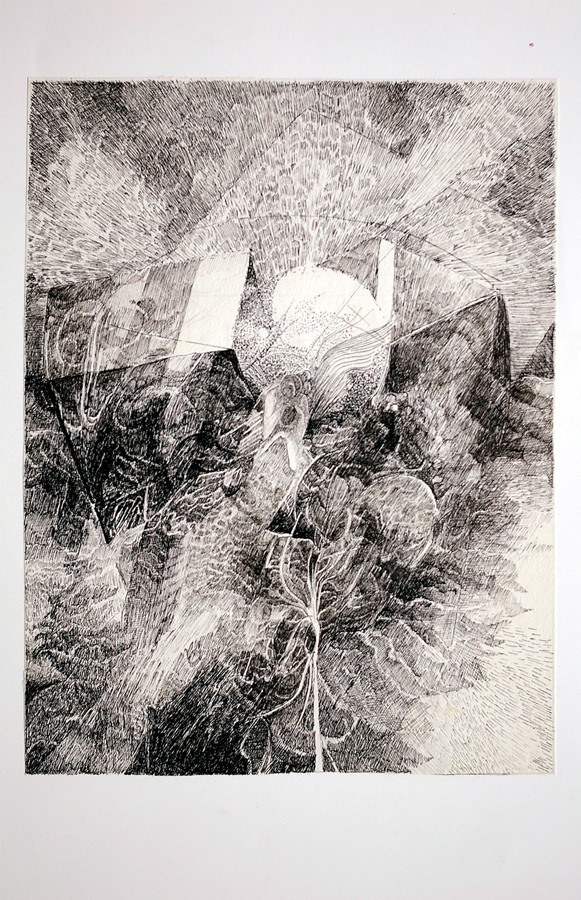
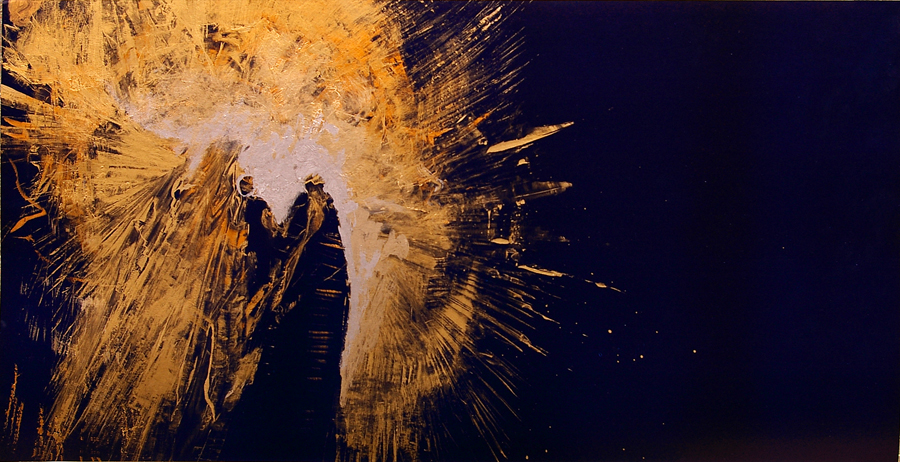
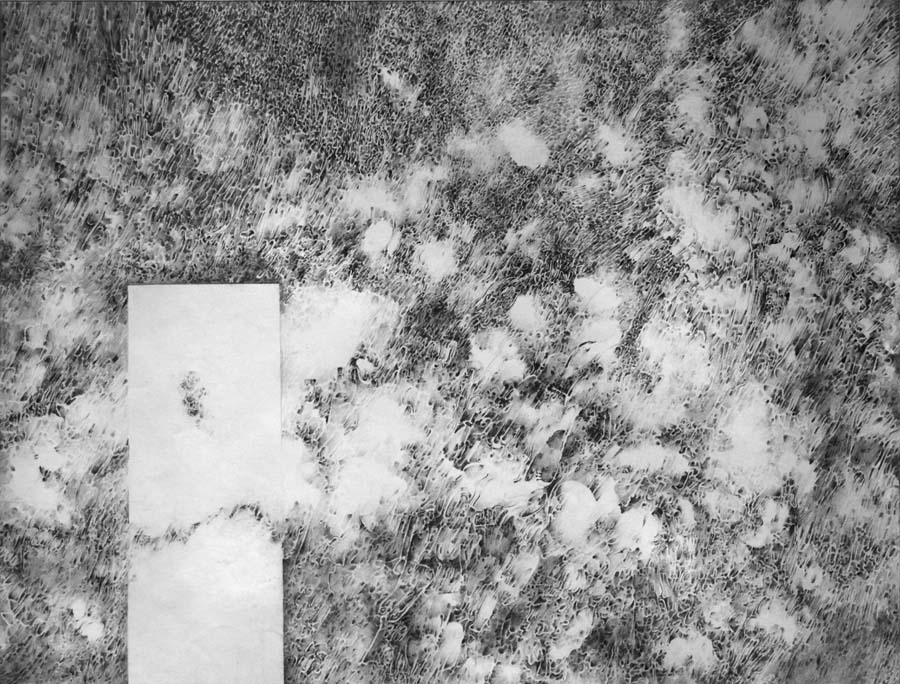

## Utmärkelser
Vlado Goreski har fått många nationella och internationella utmärkelser, bland annat på den internationella biennalen i Iași i Rumänien.